# Железничка станица Кита-Ичијан
Железничка станица Кита-Ичијан (北一已駅 Kita-Ichiyan-eki) је железничка станица у Јапану у граду Фукагава, Хокаидо на линији Румој, оператера Хокаидо железница.

## Линија
- Хокаидо железница
  - ■ Главна линија Румој

## Суседне станице
| «                   | «                   | Сервис              | »                   | »                   |
| Главна линија Румој | Главна линија Румој | Главна линија Румој | Главна линија Румој | Главна линија Румој |
| ------------------- | ------------------- | ------------------- | ------------------- | ------------------- |
| Фукагава            | Фукагава            | -                   | Чипубецу            | Чипубецу            |